# Žak Ru
Žak Ru (fr. Jacques Roux; Pranzak, 21. avgust 1752 — La Kremlen Bisetr, 10. februar 1794) bio je rimokatolički sveštenik aktivan u doba Francuske revolucije tokom koje je, promovišući ideje popularne demokratije i besklasnog društva, agitovao pariske sankilote i radnike. Postavši predvodnik ondašnje populističke levice, uz Žana Fransoa Varlea, Žana Teofila Viktora Leklera i Kler Lakom, Ru je 1792. postao vođa radikalnog narodnog pokreta Besnih (Les Enragés).

## Manifest Besnih
Godine 1791. Ru je postao član Pariske komune. Još od osnivanja Prve francuske republike izdvajao se po svojim stavovima, zastupajući interese sankilota, te ulazeći u sukob kako sa jakobincima tako i sa žirondincima. Kao istaknuti pobornik ekstremne levice, Žak Ru postao je toliko uticajan da je bio među najodgovornijima za izbacivanje žirondinaca iz Narodnog konventa 1793. godine.
Iste te godine se u Narodnom konventu, tokom jednog od svojih kontraverznih izlaganja, zalagao za ukidanje privatne svojine i klasnog društva, nagovestivši teoretski rad Karla Marksa, kojem je prethodio čitave dve decenije. Ovaj događaj docnije je nazvan proklamacijom Manifesta Besnih.
Njegova podstrekačka retorika izazvala je nesklad unutar Pariske komune i predstavljala je pretnju jakobinskom režimu, što je dovelo do toga da se na Rua okomi i Maksimilijan Robespjer ali, potom, i Ruov nekadašnji prijatelj Žan Pol Mara. Dok ga je Robespjer optuživao da je špijun i veleizdajnik, Mara je napao njegovo svešteničko zvanje, tvrdeći za Rua da je prevarant koji iskorišćava religiju kao sredstvo sticanja materijalnog blagostanja. Usled optužbi za proneveru novca Ru je uhapšen, najpre u avgustu 1793. Potom je pušten samo da bi 5. septembra iste godine bio ponovo uhapšen.

## Smrt
Dana 14. januara 1794. Ru je bio obavešten da će njegovo suđenje biti izneto pred Revolucionarni sud. Pošto je čuo za ovo, Ru je pokušao da oduzme sebi život nožem. Nepunih mesec dana kasnije, 10. februara, Ru je u zatvoru izvršio samoubistvo, u četrdeset i prvoj godini života. Članovi Besnih mahom su se pridružili umerenijim ebertovcima, pod vođstvom Žaka Ebera.